# Physique naïve
La physique naïve ou physique populaire est la perception humaine profane des phénomènes physiques de base. Dans le domaine de l'intelligence artificielle, l'étude de la physique naïve fait partie des efforts visant à formaliser les connaissances communes des êtres humains.
De nombreuses idées de la physique populaire sont des simplifications, des malentendus ou des perceptions erronées, des postulats incapables de donner des prédictions utiles sur des expériences détaillées ou simplement contredites par des observations plus approfondies. Elles peuvent parfois être factuellement vraies, être vraies dans certains cas limités, être vraies en tant qu'approximation acceptable d'un effet plus complexe, ou prédire l'effet correctement mais mal comprendre le mécanisme sous-jacent.
La physique naïve se caractérise par une compréhension essentiellement intuitive des objets du monde physique par les humains. Certaines notions du monde physique peuvent être innées.

## Exemples
Quelques exemples de physique naïve incluent des règles de la nature communément comprises, intuitives ou observées quotidiennement :
- ce qui monte doit redescendre ;
- un objet lâché tombe directement vers le bas ;
- un objet solide ne peut pas traverser un autre objet solide ;
- le vide attire les objets environnants ;
- un objet est soit au repos, soit en mouvement, dans un sens absolu ;
- deux événements sont soit simultanés, soit ils ne le sont pas.

Beaucoup de ces idées et d'autres similaires ont constitué la base des premiers travaux de formulation et de systématisation de la physique d'Aristote et des scolastiques médiévaux. Dans la science physique moderne, elles ont été progressivement contredites par les travaux de Galilée, Newton, et d'autres. L'idée de simultanéité absolue a survécu jusqu'en 1905, lorsque la théorie de la relativité restreinte et les expériences qui la soutenaient l'ont discréditée.

## Recherche psychologique
La sophistication croissante de la technologie rend possible davantage de recherches sur l'acquisition des connaissances. Les chercheurs mesurent les réponses physiologiques telles que la fréquence cardiaque et les mouvements des yeux afin de quantifier la réaction à un stimulus particulier. Les données physiologiques concrètes sont utiles pour observer le comportement des nourrissons, car ils ne peuvent pas utiliser de mots pour expliquer les choses (comme leurs réactions) comme le font la plupart des adultes ou des enfants plus âgés.
La recherche en physique naïve s'appuie sur des technologies permettant de mesurer notamment le regard et le temps de réaction. Grâce à l'observation, les chercheurs savent que les nourrissons se lassent de regarder le même stimulus après un certain temps. Cet ennui s'appelle l'accoutumance. Lorsqu'un nourrisson est suffisamment habitué à un stimulus, il détourne généralement le regard, alertant l'expérimentateur de son ennui. À ce stade, l'expérimentateur introduit un autre stimulus. Le nourrisson se déshabituera alors en prêtant attention au nouveau stimulus. Dans chaque cas, l'expérimentateur mesure le temps qu'il faut au nourrisson pour s'habituer à chaque stimulus.
À titre d'exemple de l'utilisation de cette méthode, les recherches menées par Susan Hespos (en) et ses collègues ont étudié les réponses des nourrissons de cinq mois à la physique des liquides et des solides. On a montré aux nourrissons dans cette recherche du liquide versé d'un verre à un autre jusqu'à ce qu'ils s'habituent à l'événement. C'est-à-dire qu'ils ont passé moins de temps à regarder cet événement. Ensuite, on montre aux nourrissons un événement au cours duquel le liquide se transforme en un solide, qui a dégringolé du verre au lieu de couler. Les nourrissons ont regardé plus longtemps le nouvel événement, indiquant qu'ils étaient surpris.
Les chercheurs en déduisent que plus le nourrisson met de temps à s'habituer à un nouveau stimulus, plus celui-ci viole ses attentes en matière de phénomènes physiques. Lorsqu'un adulte observe une illusion d'optique qui semble physiquement impossible, il y prête attention jusqu'à ce qu'elle ait un sens.
Il est communément admis que notre compréhension des lois physiques découle strictement de l'expérience. Mais les recherches montrent que les nourrissons, qui n'ont pas encore une connaissance aussi étendue du monde, ont la même réaction prolongée à des événements qui semblent physiquement impossibles. De telles études émettent l'hypothèse que tous les êtres humains naissent avec une capacité innée à comprendre le monde physique.

### Types d'expériences
La procédure expérimentale de base d'une étude sur la physique naïve comporte trois étapes : la prédiction des attentes du nourrisson, la violation de ces attentes et la mesure des résultats. Comme mentionné ci-dessus, l'événement physiquement impossible retient l'attention du nourrisson plus longtemps, indiquant la surprise lorsque les attentes sont violées.

#### Solidité
Une expérience qui teste les connaissances d'un enfant en matière de solidité implique un objet solide passant à travers un autre. Tout d'abord, on montre au bébé un carré plat et solide se déplaçant de 0° à 180° suivant un arc. Ensuite, un bloc solide est placé sur le chemin de l'écran, l'empêchant de terminer son amplitude de mouvement complète. Le bébé s'habitue à cet événement, prévisible. Ensuite, l'expérimentateur crée l'événement impossible et l'écran solide traverse le bloc solide. Le nourrisson est désorienté par l'événement et assiste plus longtemps que dans le cas d'un événement probable.

#### Occlusion
Un événement d'occlusion teste la connaissance qu'un objet existe même s'il n'est pas immédiatement visible. Jean Piaget a initialement appelé ce concept « la permanence de l'objet ». Lorsque Piaget élabore sa théorie du développement dans les années 1950, il affirmait que la permanence de l'objet était apprise et non innée. Pour réfuter cette idée, un expérimentateur conçoit un événement d'occlusion impossible. On montre à l'enfant un bloc et un écran transparent. L'enfant s'habitue, puis un panneau solide est placé devant les objets pour les cacher de la vue. Lorsque le panneau est retiré, le bloc disparaît, mais l'écran reste. Le bébé est confus parce que le bloc a disparu, ce qui indique qu'il comprend que les objets conservent leur emplacement dans l'espace et ne disparaissent pas simplement.

#### Contenance
Un événement de contenance teste la reconnaissance par le nourrisson qu'un objet plus grand qu'un contenant ne peut pas rentrer complètement dans ce contenant. Elizabeth Spelke, l'une des psychologues fondatrices du mouvement de la physique naïve, a identifié le principe de continuité, qui transmet la compréhension selon laquelle les objets existent en permanence dans le temps et l'espace. Les expériences d'occlusion et de confinement reposent toutes deux sur le principe de continuité. Dans l'expérience, on montre au nourrisson un grand cylindre et un grand récipient cylindrique. L'expérimentateur démontre que le grand cylindre s'insère dans le grand récipient, et le nourrisson est ennuyé par le résultat physique attendu. L'expérimentateur place ensuite le grand cylindre complètement dans un récipient cylindrique beaucoup plus court, et l'événement impossible déroute le nourrisson. L'attention prolongée démontre que le nourrisson comprend que les contenants ne peuvent pas contenir d'objets qui le dépassent en hauteur.

### Les recherches de Baillargeon
Les découvertes publiées par Renee Baillargeon (en) ont placé la connaissance innée au premier plan de la recherche psychologique. Sa méthode de recherche s'est concentrée sur la technique de préférence visuelle. Baillargeon et ses disciples ont étudié la manière dont les nourrissons manifestent une préférence pour un stimulus plutôt qu'un autre. Les expérimentateurs jugent la préférence en fonction de la durée pendant laquelle un nourrisson fixe un stimulus avant de s'y habituer. Les chercheurs pensent que la préférence indique la capacité du nourrisson à faire la distinction entre deux événements.

## Voir également
- Physique des dessins animés
- Bon sens
- Élisabeth Spelke
- Psychologie populaire